# Mały Baraniec

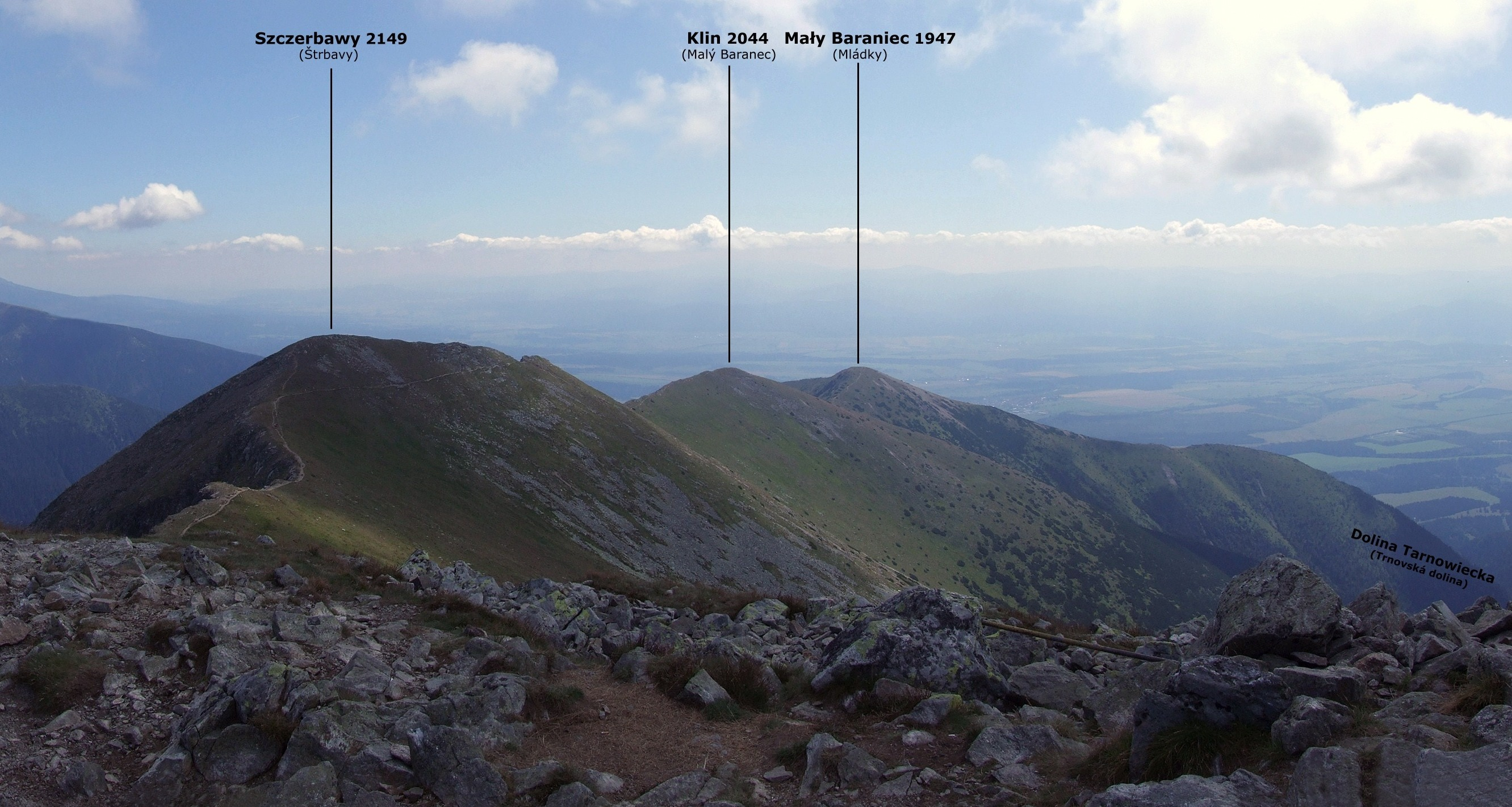
Grań Barańców

Mały Baraniec (słow. Mládky, 1948 m) – szczyt w bocznej grani Barańców w słowackich Tatrach Zachodnich. Przewodnik Słowackie Tatry Zachodnie podaje nazwę Hruby Wierch (Hrubý vrch) i wysokość 1949 m, mapa słowacka nazwę Mládky i wysokość 1945 m. Słowacka nazwa Malý Baranec dotyczy sąsiedniego szczytu Klin.

## Topografia
Mały Baraniec znajduje się w grani Barańców pomiędzy Klinem (2044 m) a grzbietem Klinowate. Jego zbocza zachodnie opadają do Doliny Tarnowieckiej, zbocza wschodnie do Doliny Jamnickiej. Jest to potężny i bardzo rozgałęziony szczyt. Główne ramię o długości 4 km poprzez Klinowate opada w południowo-wschodnim kierunku i kończy się u wylotu Doliny Wąskiej stromym i zalesionym stokiem Horica. Z ramienia tego wyrasta kilka grzbietów. Kolejno od północy na południe są to: Bryszne, Kobyle, Kamienne i dwie grzędy Klinowatego. Grzbiety te w dolnej części zataczają łuki w południowo-wschodnim kierunku i oddzielają od siebie kilka żlebowatych dolinek: Kobyli Żleb, Kamienny Żleb, Krótki Żleb, Klinowaty Żleb i żleb Horica. Na przeciwną stronę stoki spod wierzchołka Małego Barańca opadają do Doliny Jamnickiej w rejonie Polany pod Młaczkami, niżej schodzi z nich Jedlinowy Żleb.

## Opis szczytu
Jest to kopulasty szczyt z rowami graniowymi. Jest trawiasty, również zbocza, szczególnie zachodnie są trawiaste na znacznej przestrzeni, od wschodniej strony nieco skaliste. Od czasu zaprzestania pasterstwa zbocza zaczęły porastać kosodrzewiną. Józef Nyka w swoim przewodniku Tatry słowackie pisze: Warto tutaj zabawić dłużej, znikąd bowiem widok na Dol. Jamnicką nie jest tak pouczający i ciekawy.

## Szlaki turystyczne
– zielony: autokemping „Raczkowa” – Klinowate – Mały Baraniec – Baraniec.
- Czas przejścia z autokempingu na Mały Baraniec: 2:45 h, ↓ 2 h
- Czas przejścia z Małego Barańca na Baraniec: 1:15 h, ↓ 1 h